# 棕榈沙漠 (加利福尼亚州)
棕榈沙漠（英語：Palm Desert），是美国加利福尼亚州里弗赛德县下属的一座城市。建市于1973年11月26日，面积大约为26.81平方英里（69.4平方公里）。根据2010年美国人口普查，该市有人口48,445人。